# Le Cartel
Pour les articles homonymes, voir Cartel et Kingpin.
Le Cartel (Kingpin) est une mini-série américaine en six épisodes de 42 minutes, créée par David Mills et diffusée entre le 2 et le 18 février 2003 sur le réseau NBC,,,,,,,,.
En France, la télésuite a été diffusée du 4 au 18 septembre 2004 sur Canal+. Rediffusion en 2009 sur Paris Première, et à partir du 14 juillet 2011 sur AB1.

## Synopsis
Cette mini-série met en scène l'histoire de la vie d'un trafiquant de drogue mexicain, Miguel Cadena, et de sa famille.

## Distribution
- Yancey Arias (VF : Damien Boisseau) : Miguel Cadena
- Sheryl Lee (VF : Dorothée Jemma) : Marlene McDillon Cadena
- Rubén Carbajal (VF : Kevin Sommier) : Joey Cadena
- Bobby Cannavale (VF : Gilles Morvan) : Chato Cadena
- Angela Alvarado Rosa (en) (VF : Isabelle Ganz) : Delia Flores
- Brian Benben (VF : Bruno Dubernat) : Dr Heywood Klein
- Shay Roundtree (en) (VF : Lucien Jean-Baptiste) : Junie Gatling
- Neko Parham : Shawn Williams
- Elpidia Carrillo : Lupita
- Sean Young : Lorelei Klein

 Source et légende : version française (VF) sur RS Doublage

## Fiche technique
- Créateur, show runner, producteur exécutif et scénariste : David Mills
- Producteurs exécutifs : Aaron Spelling et E. Duke Vincent
- Producteurs consultants : James L. Conway et Jonathan Levin
- Producteur co-exécutif et réalisateur : Daniel Sackheim
- Producteurs à la supervision et scénariste : Doug Palau
- Line producer : Paul Cajero
- Société de production : Spelling Television

## Épisodes
1. La Succession [1/2] (Pilot [1/2])
2. La Succession [2/2] (El Velorio [2/2])
3. Magie noire (Black Magic Woman)
4. Docteur French (French Connection)
5. Représailles (The Odd Couple)
6. Une nouvelle donne (Gimme Shelter)

## Commentaires
- Si vous ne connaissez pas le sujet, laissez ce bandeau (vous pouvez alors contacter les auteurs).
- Si vous supprimez le contenu mis en cause (vous pouvez préalablement contacter les auteurs),

argumentez précisément cette suppression dans la page de discussion
(un manque de référence n'est pas un argument ; une recherche réelle de référence doit avoir été effectuée, être formellement documentée).
Le Cartel est considéré comme une sorte de réponse de NBC à HBO et sa série Les Soprano. À l'origine, il avait été prévu de prolonger cette mini-série, mais le taux d'audience décevant annula ce projet.

## Article annexe
- Psychotrope au cinéma et à la télévision